# مستحضرات الجبن
مستحضرات الجبن، هي منتجات الجبن التي لا تحتوي على جبن طبيعي وتصنع من الزيوت النباتية لتقليل التكلفة، ومنها الجبن السائل والجبن القابل للدهن.